# Immenstadt im Allgäu
Immenstadt im Allgäu is een plaats in de Duitse deelstaat Beieren, gelegen in het Landkreis Oberallgäu. De stad telt 14.312 inwoners. Een naburige stad is Sonthofen.
Het oude stadje ('Altstadt') bestaat uit het raadhuis, de parochiekerk, de kloostertuinen en de oude straatjes met winkeltjes.
Bij het stadje staat een kasteel.

## Historie
Immenstadt maakte deel uit van het graafschap Rothenfels.

## Geboren in Immenstadt
- Klaus Nomi (1944-1983), zanger van een geslaagde mix van operamuziek, popmuziek en vaudeville